# Chiara Borgogno
Chiara Borgogno (Mondovì, 8 febbraio 1984) è una pallavolista italiana.
Gioca nel ruolo centrale nella Pallavolo Mondovì.

## Carriera
La carriera di Chiara Borgogno inizia nel 1998 nella Pallavolo Mondovì, in Serie D. Nella stagione 1999-00 viene ingaggiata dal Volley Bergamo, partecipando però con la squadra giovanile al campionato di Serie B2. Nella stagione 2001-02 è al Cuneo Volley, in Serie B1, mentre nella stagione 2003-04 è al Volley Sant'Orsola di Alba, sempre nella stessa categoria.
Dopo un'annata nella Pallavolo Vigliano Biellese, in Serie B2, viene ingaggiata dall'Asystel Novara per la stagione 2005-06, con la quale disputa una parte del campionato di Serie B1, per poi essere promossa in prima squadra, in Serie A1.
Nella stagione 2006-07 passa alla Pallavolo Reggio Emilia, in Serie A2, mentre nella stagione successiva è nella Pallavolo Villanterio di Pavia, sempre in serie cadetta, dove resta per due annate, ottenendo una promozione in massima serie.
Nella stagione 2009-10, torna in Serie A2, ingaggiata dal Chieri Volley, dove resta per quattro annate, ottenendo uno nuova promozione in Serie A1 al termine della stagione 2010-11.
Dopo un breve periodo di inattività, a metà stagione 2013-14, entra a far parte del club del Forlì, con il quale retrocede in serie cadetta, mentre nella stagione successiva passa al River Volley di Piacenza, sempre in Serie A1, con cui si aggiudica la Supercoppa italiana.
Nel campionato 2015-16 fa ritorno alla Pallavolo Mondovì, in Serie B1.

## Palmarès

### Club
- Supercoppa italiana: 1

2014